# Robert Silaghi
Robert Mihai Silaghi (Gherla, 2 aprile 2002) è un calciatore rumeno, trequartista del Sepsi.

## Caratteristiche tecniche
È un centrocampista offensivo che può giocare da trequartista.

## Carriera

### Club
Ha esordito il 15 settembre 2023 nella massima serie del campionato rumeno di calcio con l'U Cluj, nella vittoria per 1-0 contro il UTA Arad.

## Statistiche

### Presenze e reti nei club
Statistiche aggiornate 25 luglio 2025.
| Stagione               | Squadra                | Campionato             | Campionato | Campionato | Coppe nazionali | Coppe nazionali | Coppe nazionali | Coppe continentali | Coppe continentali | Coppe continentali | Altre coppe | Altre coppe | Altre coppe | Totale | Totale |
| Stagione               | Squadra                | Comp                   | Pres       | Reti       | Comp            | Pres            | Reti            | Comp               | Pres               | Reti               | Comp        | Pres        | Reti        | Pres   | Reti   |
| ---------------------- | ---------------------- | ---------------------- | ---------- | ---------- | --------------- | --------------- | --------------- | ------------------ | ------------------ | ------------------ | ----------- | ----------- | ----------- | ------ | ------ |
| 2020-2021              | Farul Costanza         | L2                     | 13+6       | 0          | CR              | 2               | 0               |                    | -                  | -                  |             | -           | -           | 21     | 0      |
| feb.-mag. 2022         | Unirea Slobozia        | L2                     | 2+10       | 0          | CR              | -               | -               |                    | -                  | -                  |             | -           | -           | 12     | 0      |
| 2022-2023              | Unirea Slobozia        | L2                     | 16+5       | 0+1        | CR              | 3               | 0               |                    | -                  | -                  |             | -           | -           | 24     | 1      |
| Totale Unirea Slobozia | Totale Unirea Slobozia | Totale Unirea Slobozia | 33         | 1          |                 | 3               | 0               |                    | -                  | -                  |             | -           | -           | 36     | 1      |
| lug-set. 2023          | CFR Cluj               | L1                     | 0          | 0          |                 | -               | -               |                    | -                  | -                  |             | -           | -           | 0      | 0      |
| set. 2023-2024         | U Cluj                 | L1                     | 18+8+2     | 0+1        | CR              | 5               | 0               |                    | -                  | -                  |             | -           | -           | 33     | 1      |
| 2024-2025              | U Cluj                 | L1                     | 14+7       | 0          | CR              | 1               | 0               |                    | -                  | -                  |             | -           | -           | 15     | 0      |
| Totale U Cluj          | Totale U Cluj          | Totale U Cluj          | 49         | 0+1        |                 | 6               | 0               |                    | -                  | -                  |             | -           | -           | 55     | 1      |
| Totale carriera        | Totale carriera        | Totale carriera        | 102        | 2          |                 | 11              | 0               |                    | -                  | -                  |             | -           | -           | 113    | 2      |